# Savage: The Battle for Newerth
Savage: The Battle for Newerth ist ein Mehrspieler-Computerspiel, das Ego-Shooter-Elemente mit Strategiespiel-Elementen kombiniert. Programmiert wurde es vom US-amerikanischen Software-Unternehmen S2 Games. Auf den Markt gekommen ist es – als Linux- und Windows-Version – am 27. Februar 2004. Mittlerweile vertreibt das Unternehmen das Spiel sowie seinen Nachfolger Savage 2: A Tortured Soul kostenlos.

## Entwicklung
Die Entwicklung startete im September 2001 und benötigte ca. anderthalb Jahre bis zur Fertigstellung. Die Kosten beliefen sich auf etwa 1 bis 1,5 Mio. US-Dollar.
Das Spiel wurde am 1. September 2006 als Freeware durch S2 Games freigeben. Im Jahr 2007 wurde auch der Quelltext für die Spielergemeinschaft verfügbar, welche bis heute die Weiterentwicklung betreibt.

## Spielprinzip
Savage vereint Ego-Shooter und Strategiespiele. Das an Natural Selection erinnernde Spielprinzip sieht folgendermaßen aus:
Zwei Teams treten im Internet oder lokal gegeneinander an. Jedes Team hat einen Commander, der nicht wie die restlichen Spieler (im Folgenden: FPS-Spieler → First-Person-Shooter) das Spiel aus der Egoperspektive oder Verfolgerperspektive sieht, sondern ähnlich wie in Warcraft das Spielgeschehen aus der Vogelperspektive verfolgt. Ziel des Spiels ist es, das gegnerische Team auszuschalten, indem man dessen Hauptquartier zerstört.
Der Commander hat die Aufgabe, sein Team zu dirigieren, Ressourcen abzubauen, Verteidigungsanlagen und Gebäude zu errichten und Forschung zu betreiben. Er kann zum Abbau der Rohstoffe und zum Bau von Gebäuden entweder computergesteuerte Arbeiter einsetzen oder Mitspieler auffordern (wobei es dem Spieler überlassen ist, ob er gehorchen will oder nicht).
Die Teams können aus zwei Rassen auswählen: Humans (Menschen) oder Beasts (Bestien). Diese Wahl beeinflusst den Tech-Tree und die wählbaren Waffen und Gegenstände, ferner die verfügbaren Einheiten. Es existieren Kampf-, Belagerungs- und Heilereinheiten; je nach Rasse mit unterschiedlichen Vor- und Nachteilen. So mag eine menschliche Balliste zwar mehr Schaden anrichten als ein Summoner (Beschwörer), die vergleichbare Einheit der Beasts, jedoch hat sie nur eine begrenzte Anzahl an Munition.
Je nach gewählter Waffe sieht man die Spielwelt in Egoperspektive oder Third-Person-Perspektive, d. h. bei Fernwaffen aus der Ich-Perspektive und bei Nahkampfwaffen aus der Außenansicht.

## Kampfsystem
Das Kampfsystem von Savage ist asymmetrisch. Beide Rassen besitzen nebst dem Angriff mit der Nahkampfwaffe eine zusätzliche Fähigkeit; die Menschen eine defensive: den Block (Mini-Stun), die Bestien eine offensive: den Sprung. Während sich als Bestie Sprung und Angriff gleichzeitig benutzen lassen, kann als Mensch entweder geschlagen oder aber geblockt werden. Der Nahkampf wird manuell gesteuert, bei voller Mausbewegungsfreiheit.
Auf der Basis dieses minimalistischen Konzepts nahm die Evolution der Kampfkunst in Savage ihren Lauf. Schon bald bemerkten Bestien-Spieler die Möglichkeit, Blocks zu umgehen, indem sie den Gegner mit einem Sprung flankierten, um ihm die Klauen per 180-Grad-Mausdrehung in den ungeschützten Rücken zu rammen. Wurde in Anfangszeiten noch vorwiegend die Nahkampfwaffen-Erweiterung Carnivorous benutzt, welche proportional zum Angriffschaden Lebenspunkte regeneriert (engl. lifesteal), gewann zunehmend Rabid an Popularität, das der inzwischen verbesserten Kampftechnik zugutekam, da dieses bei jedem erfolgreichen Treffer das Durchhaltevermögen (engl. stamina) stärkt und so der Bestie erlaubt, immer weitere Gegner anzuspringen und zu töten. In späteren Patches wurde Savage dann ein Duell-Modus hinzugefügt, der Spielern ermöglichte, sich im Nahkampf zu messen, neue Kampftechniken auszudenken und zu verfeinern.

## Engine
Savage verwendet eine eigens für das Spiel produzierte 3D-Engine namens Silverback. Der Grund hierfür liegt auf der Hand – diese muss sich flexibel dem innovativen Spielprinzip anpassen können. So müssen sowohl der Commander als auch der FPS-Spieler das Gleiche aus verschiedenen Perspektiven sehen können.
Zur Darstellung wird die 3D-Bibliothek OpenGL verwendet, was die Entwicklung auf den zwei Plattformen erheblich erleichterte (verglichen mit DirectX-Engines).
Hervorzuheben ist vor allem der geringe Ressourcenbedarf: Der Hersteller gibt als Minimalanforderung eine CPU mit 600 MHz, 128 MB RAM und eine GeForce- oder Radeon-Grafikkarte an; dies bestätigen auch Praxistests.

## Rezeption
Savage: The Battle for Newerth erhielt allgemein positive Bewertungen.

### Preise
- 2004 Independent Games Festival[5]